# Clara Verschuuren
Clara Verschuuren (Lokeren, 10 april 1994) is een Belgische handbalster.

## Levensloop
Verschuuren werd in 2000 actief in het handbal bij DHC Waasmunster. Met deze club dwong ze in 2011 de promotie af naar de eerste nationale en bereikte ze in 2015 de finale van de Beker van België. In 2018 werd ze verkozen tot beste keepster in eerste nationale. Vervolgens ging ze aan de slag bij het Nederlandse SV Dalfsen. Bij deze club liep ze evenwel een ernstige blessure op waarbij een kruisband bleek afgescheurd. Na haar revalidatie ging ze spelen voor het Franse Entente Noisy-Gagny en diens opvolger Noisy-le-Grand HB, alwaar ze actief bleef tot 2022. Daarnaast maakte ze deel uit van de Belgisch nationaal team.
Ze studeerde biologie aan de Universiteit Gent. Haar zus Marlies was eveneens actief in het handbal. Hun vader Mario is voorzitter van DHC Waasmunster.